# アマンシオ・オルテガ
アマンシオ・オルテガ・ガオーナ（Amancio Ortega Gaona, 1936年3月28日 - ）は、スペイン・レオン県生まれの実業家。ZARAで知られるアパレルメーカーのインディテックス社の創業者であり、同社を率い、世界的企業に育てた。近年では大富豪として知られ、2018年時点での総資産額は679億ドルである。

## 略歴
アントニオ・オルテガ・ロドリゲス（Antonio Ortega Rodríguez）とホセファ・ヘルナンデス（Josefa Gaona Hernández）を両親に、4人の子の末っ子として、1936年にスペインのカスティーリャ・イ・レオン州レオン県ビジャマニンで誕生。トロサで少年期を過ごす。
14歳のときに義務教育を修了し、鉄道関連の労働をしていた父の仕事の都合によりア・コルーニャへ転居。転居後すぐに、コルーニャの地元のシャツ屋（Galaという名の店。現在も同じ場所で営業。）の雑用の仕事を見つけ、そこで服を手作りすることを学んだ。1972年、36歳のときにバスローブのメーカー『Confecciones Goa, S.A.』を創業する。3年後の1975年に、ロサリーア・メラとZARAの最初の店舗を開店、それがチェーンストアへと発展し、現在のZARAへと続くことになった。
2011年7月19日に、インディテックス社の社長の座をパブロ・イスラに譲った。

## 私生活
1966年にビジネスパートナーであったロサリーア・メラと結婚、子供を二人、マルコスとサンドラを得る。1986年に離婚（元妻メラは2013年に69歳で死去）。
なお、アマンシオは1984年にフローラ・ペレス・マルコーテとの間に、娘マルタ（Marta Ortega Pérez）をもうけていた。2001年にフローラ・ペレス・マルコーテと再婚。
アマンシオはシンプルな服装を好む。ネクタイの着用は嫌い、特にお気に入りの格好は紺色のブレザー・白色のシャツ・グレーのトラウザーの組み合わせであり、そのいずれもZARA製品ではない
。
運転手つきの2台の黒色のメルセデス・ベンツで移動している姿がしばしば話題になっており、ヨット（豪華船）のDrizzleおよびValoria Bを所有し、自身のプライベートジェットとしてガルフストリーム G650とボンバルディア グローバル・エクスプレスを所有している。

## 語録
- 人々を愛して欲しい。それ以外の事は後からついて来ます。